# Lavinia Spencer, Condessa Spencer
Lavinia Spencer (nascida Bingham; Castlebar, 27 de julho de 1762 — Spencer House, 8 de junho de 1831) foi uma nobre e ilustradora irlandesa. Ela foi viscondessa Althorp, e posteriormente, condessa Spencer pelo seu casamento com George Spencer, 2.º Conde Spencer.

## Família
Lavinia foi a filha de Charles Bingham, 1.º Conde de Lucan e de Margaret Smith. Os seus avós paternos eram Sir John Bingham, 5.º Baronete Bingham de Castlebar e Anne Vesey (Descendente de Carlos II de Inglaterra). Os seus avós maternos eram Sir James Smith, um membro do Parlamento, e Grace Dyke.
Teve quatro irmãos: Margaret, esposa de Thomas Lindsey; duas irmãs de nomes desconhecidos, e Richard Bingham, 2.º Conde de Lucan, marido de Elizabeth Belasyse.

## Biografia
O visconde George Spencer apaixonou-se por Lavinia, e a pediu em casamento, apesar da ausência de um dote e de a família Bingham não ser particularmente distinta. Os pais de George, John Spencer, 1.º Conde Spencer e Margaret Georgiana Poyntz, não se opuseram a união, pois a consideravam bonita, inteligente, e aceitável.

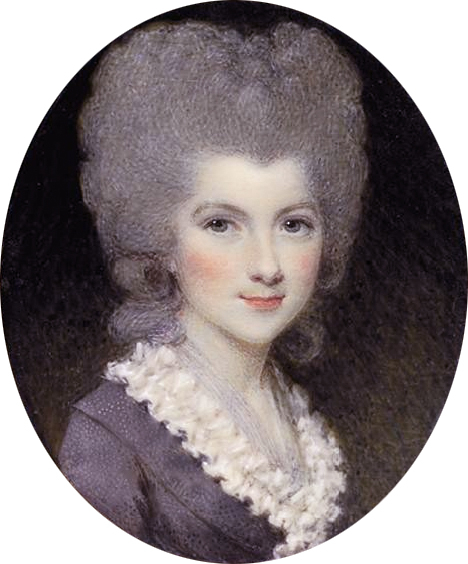
Lavinia Bingham em 1780 por Samuel Shelley.

Desta forma, eles se casaram em 6 de março de 1781, em Charles Street, em Mayfair, na cidade de Londres. A noiva tinha 18 anos, e o noivo, 22. A partir do casamento, ela tornou-se viscondessa Althorp.
Lavinia era descrita, de acordo com Amanda Foreman, como "bonita de uma maneira convencional com olhos azuis e cabelos claros, falante e inteligente, e possuía um forte senso de propriedade, o qual a Senhora Spencer aplaudia". Contudo, ela também era mal-humorada, vingativa e hipócrita. Além de ser ciumenta, ela detestava as suas cunhadas, Georgiana Cavendish, Duquesa de Devonshire, e Henrietta Ponsonby, Condessa de Bessborough.
Eles moravam em Althorp, em Northamptonshire, e em Spencer House, em Londres. Lavinia se interessava por política, e o casal entretinha os líderes políticos e intelectuais da época. 
Com a ascensão de George ao título de conde Spencer, em 31 de outubro de 1783, Lavinia passou a ser titulada como condessa Spencer.
A condessa arrecadou, exclusivamente das mulheres, o dinheiro para erigir uma estátua despida de Aquiles como um atributo a Arthur Wellesley, 1.º Duque de Wellington.
Elas usaram as dez mil libras para comprar uma estátua do herói mitológico, feita pelo escultor Richard Westmacott. Ela foi colocada em Hyde Park, em 1822, porém, devido a sua nudez, elas foram obrigadas a adicionar uma folha de figo à obra.
O casal teve nove filhos, sete meninos e três meninas.
Lavinia faleceu no dia 8 de junho de 1831, aos 68 anos de idade, em Spencer House. Ela foi enterrada na Igreja de Santa Maria, a Virgem, em Brighton, em Northamptonshire.

## Descendência
- John Spencer, 3.º Conde Spencer (30 de maio de 1782 – 1 de outubro de 1845), sucessor do pai. Foi marido de Esther Acklom. Sem descendência;
- Sarah Spencer (29 de julho de 1787 – 13 de abril de 1870), foi governanta do rei Eduardo VII do Reino Unido. Foi casada com William Lyttelton, 3.º Barão Lyttelton, com quem teve cinco filhos;
- Richard Spencer (18 de outubro de 1789 – 20 de janeiro de 1790/91), morto jovem;
- Sir Robert Cavendish Spencer (24 de outubro de 1791 – 4 de novembro de 1830), foi capitão da Marinha Real, e foi apontado Cavalheiro Comandante da Real Ordem Guélfica. Não se casou e nem teve filhos. Morreu no comando do navio Madagascar;
- William Spencer (n. 1792);
- Harriet Spencer (n. e m. 1793);
- Georgiana Charlotte Spencer (10 de agosto de 1794 – 21 de fevereiro de 1823), foi esposa de lorde George Quin, com quem teve quatro filhos;
- Frederick Spencer, 4.º Conde Spencer (14 de abril de 1798 – 27 de dezembro de 1857), foi sucessor do irmão. Foi feito vice-almirante em 1857. Sua primeira esposa foi sua prima, Georgiana Elizabeth Poyntz, com quem teve três filhos. Com sua segunda esposa, Adelaide Horatia Seymour, teve mais dois filhos;
- George Spencer (21 de dezembro de 1799 – 1 de outubro de 1864), como anglicano, ele foi capelão do bispo de Chester. Em 1830, George converteu-se ao catolicismo. Foi padre de 1832 a 1839 em West Bromwich.

## Legado
Lavinia era uma ilustradora, e um de seus desenhos, A Pinch of Snuff, foi incluído no livro Women Painters of the World, por Walter Shaw Sparrow.

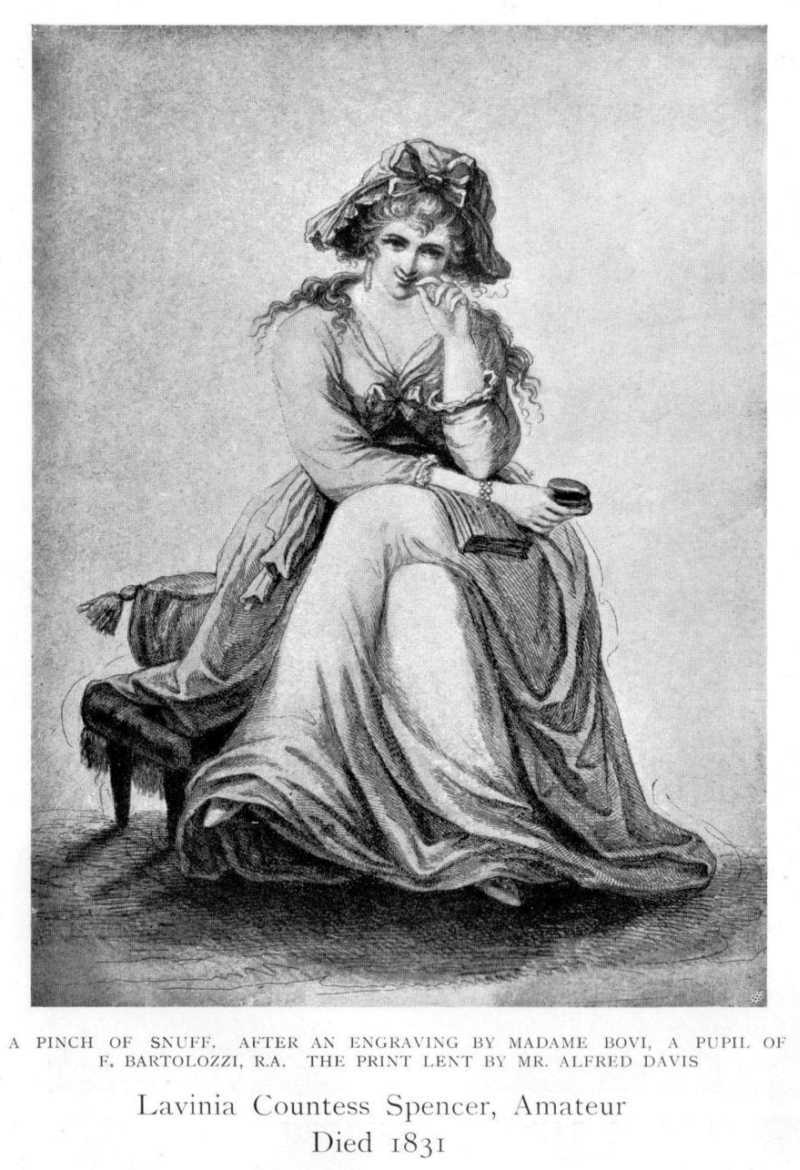
A Pinch of Snuff
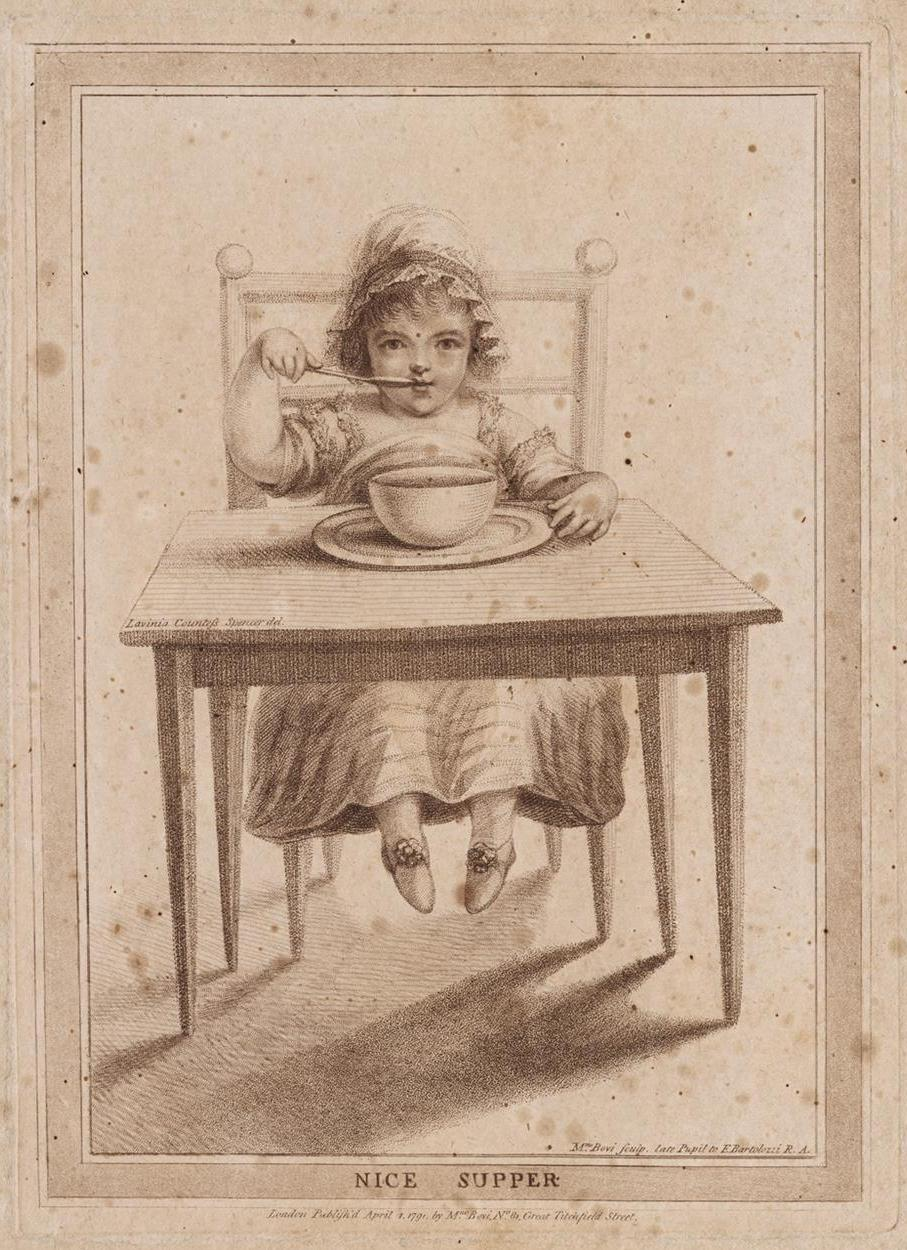
Nice Supper
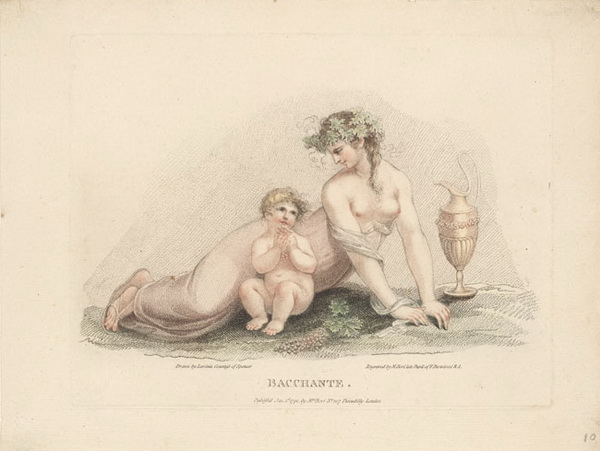
Bacchante
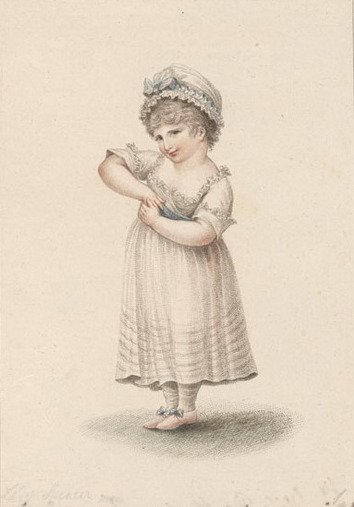
A little shy girl